# Trisinuata
Trisinuata is een geslacht van kevers uit de familie glimwormen (Lampyridae). Het geslacht werd voor het eerst wetenschappelijk beschreven in 2013 door Ballantyne.

## Soorten
- Trisinuata apicula Ballantyne in Ballantyne & Lambkin, 2013
- Trisinuata caudabifurca Ballantyne in Ballantyne & Lambkin, 2013
- Trisinuata dimidiata Ballantyne in Ballantyne & Lambkin, 2013
- Trisinuata microthorax (E. Olivier, 1885)
- Trisinuata minor (Ballantyne in Ballantyne & McLean, 1970)
- Trisinuata papuae (McDermott, 1959)
- Trisinuata papuana (E. Olivier, 1913)
- Trisinuata similispapuae (Ballantyne in Ballantyne & McLean, 1970)